# Parada do Monte
Parada do Monte és una freguesia portuguesa del concelho de Melgaço, amb 27,32 km² de superfície i 487 habitants (2001). La seva densitat de població és de 17,8 hab/km².

## Galeria

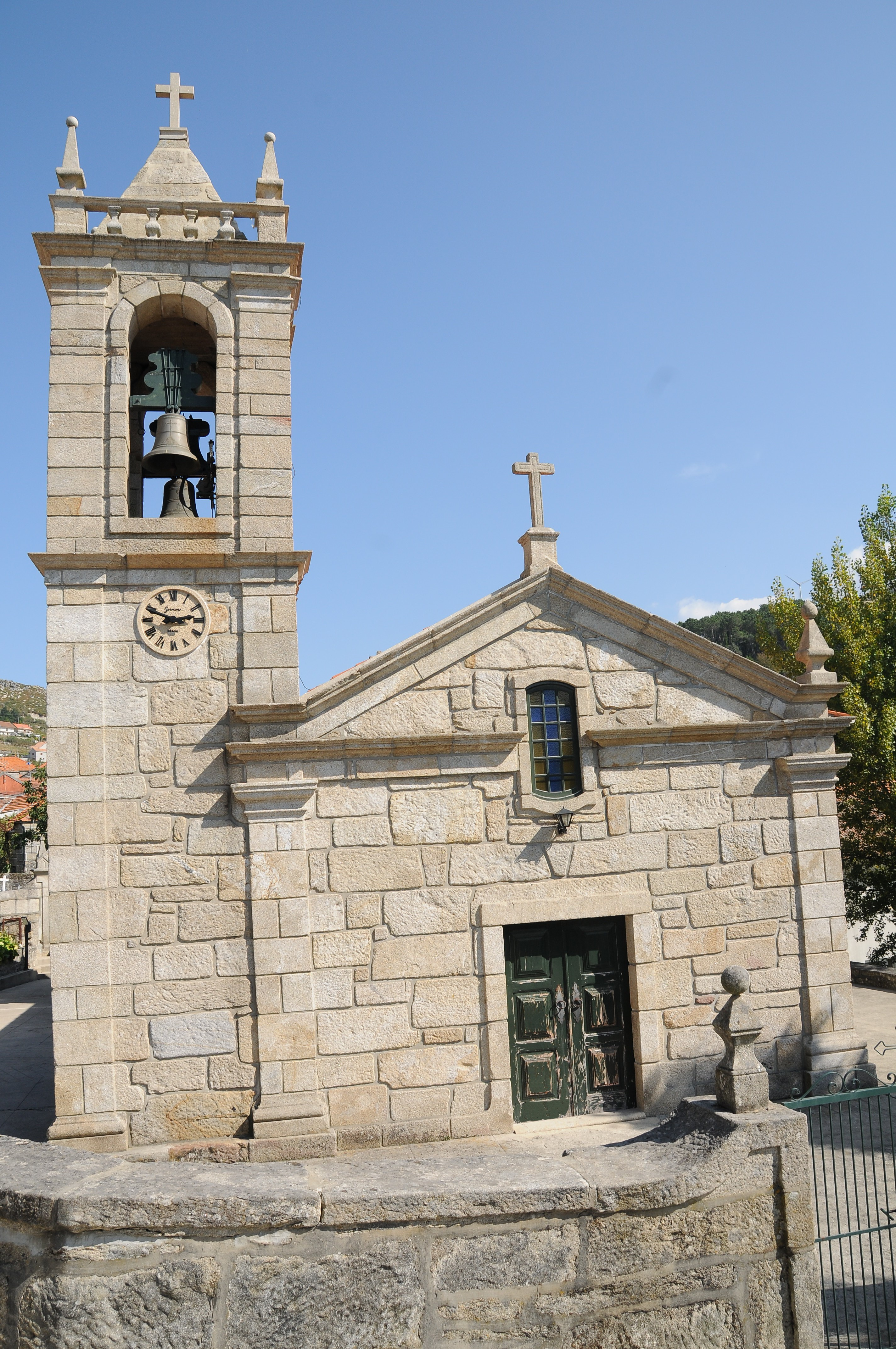
Església de Parada do Munti.